# Kock
Kockⓘ é um município no leste da Polônia. Pertence à voivodia de Lublin, no condado de Lubartów. É a sede da comuna urbano-rural de Kock. Está situado na confluência do rio Czarna com o Tyśmienica, a uma altitude de aproximadamente 150 m, no vale do rio Wieprz, na fronteira da planície de Łuków.
Estende-se por uma área de 16,8 km², com 3 183 habitantes, segundo o censo de 31 de dezembro de 2021, com uma densidade populacional de 189,5 hab./km².
Uma cidade nobre particular fundada em 1417, Kock estava localizado, na segunda metade do século XVI, na Terra de Łuków, na voivodia de Lublin. Nos anos 1952−1954, Kock foi a sede da comuna de Białobrzegi. Nos anos 1975−1998, a cidade pertenceu administrativamente à antiga voivodia de Lublin.
A cidade está localizada na histórica Pequena Polônia, na Terra de Łuków.

## Toponímia
Aparece em documentos de 1258 como Cocsk. No século XV, o nome Kocsko (Koczsko em 1427) é usado. Em 1787, o nome da cidade é registrado como Kocko. A forma atual é usada desde o século XIX. O nome foi formado a partir do radical kot- ou koc-, usando o sufixo -ьsko. A mesma raiz também existe no nome Kociewie. Existem duas hipóteses sobre a origem do nome:
- É possível vir do nome próprio Kot. O que significaria que o nome da cidade vem de uma pessoa com o sobrenome Kot, provavelmente o dono da cidade.
- O radical vem do nome da planta Helichrysum (em polonês/polaco: Kocanki), que pode significar um assentamento localizado entre áreas úmidas.

O nome da cidade também pode ser traduzido, semelhantemente ao nome Kociewie, derivado da palavra kočevьe, significando 'acampamento, local de nomadismo', ou seja, no sentido antigo, 'local de reassentamento, sequestro (por exemplo, de pessoas estrangeiras)'.

## História

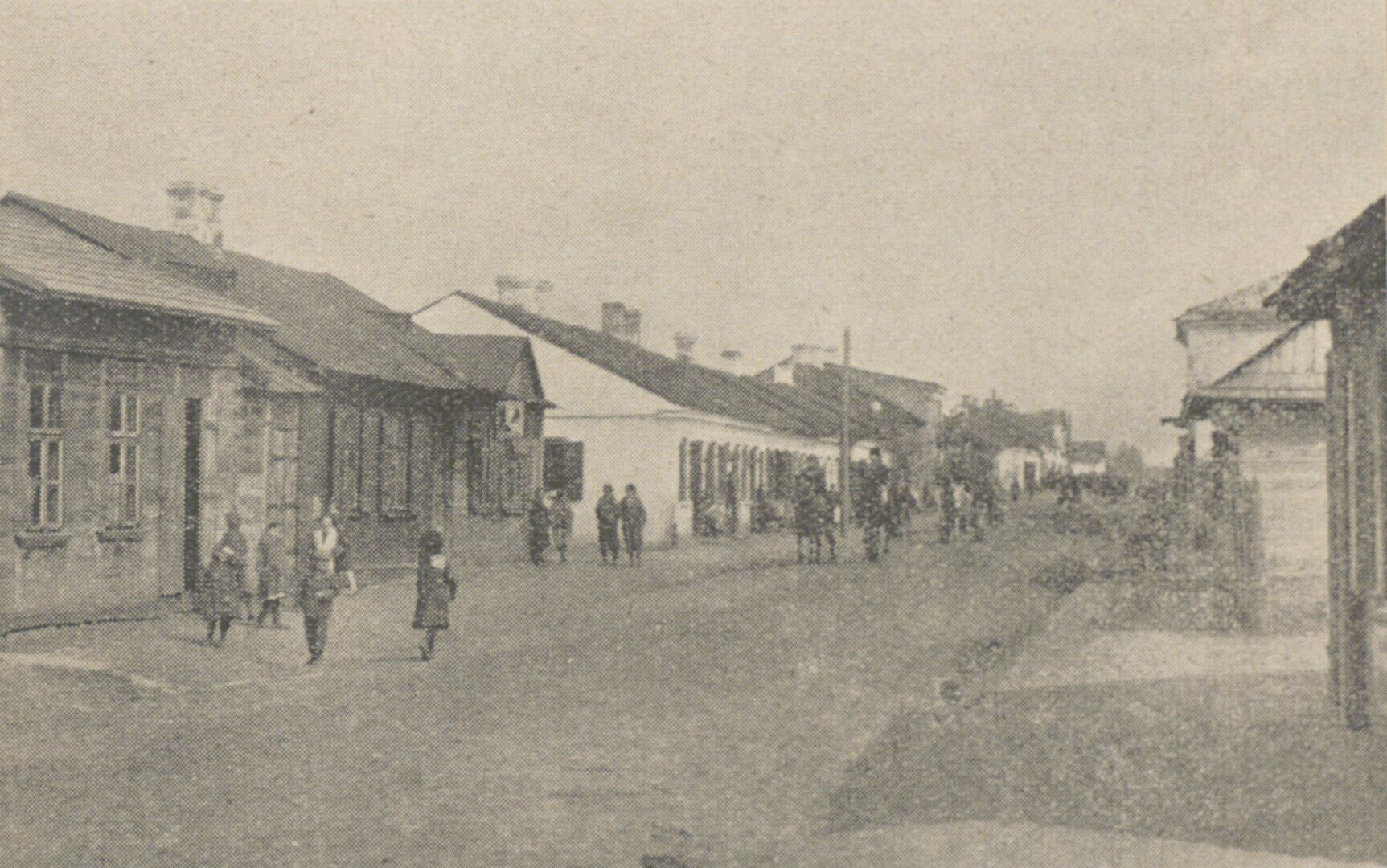
Rua Berka Joselewicza, antes de 1928

Os vestígios mais antigos do primeiro assentamento na área datam de 5 000 a.C., vestígios posteriores de várias culturas também foram encontrados. O primeiro assentamento permanente na área da atual Kock remonta ao século X. Em 1417, o rei Ladislau II Jagelão, atendendo ao pedido de Jakub, o bispo de Płock, concedeu um privilégio de fundação para Kock como uma vila hereditária. Este privilégio foi confirmado pelo filho de Jagelão − Ladislau III em 1443 em Buda. Em 1518, a cidade tornou-se propriedade do Grande Hetman da Coroa e do voivoda de Sandomierz − Mikołaj Firlej de Dąbrowica. A família Firlej governou Kock até a segunda metade do século XVII. Durante seu governo, a cidade se tornou um conhecido centro da Reforma Protestante. Por volta de 1750, Kock tornou-se propriedade da duquesa Anna Jabłonowska, nascida Sapieha, que contribuiu para a cidade reconstruindo-a completamente, por exemplo, definindo a praça principal. Ela financiou uma prefeitura, uma igreja e um palácio projetado por Szymon Bogumił Zug. Tentou introduzir várias reformas econômicas nos seus domínios, que, no entanto, terminaram em falência. Após sua morte, Kock foi assumida pelos credores − banqueiros de Varsóvia. Uma figura bem conhecida na comunidade judaica de Kock foi o tsadic Mendel Morgenstern, o criador do chamado chassidismo de Kock (1834–1859). Durante este período, numerosas peregrinações judaicas chegaram a Kock. No século XIX, a população participou ativamente nas revoltas nacionais, pelas quais a cidade foi privada de seus direitos municipais em 1870. Ela os recuperou apenas em 1915.
Numerosas batalhas aconteceram perto da cidade:
- Batalha de Kock 5 de maio de 1809, durante a Guerra polaco-austríaca de 1809 — o coronel Berek Joselewicz, que comandava dois esquadrões do 5.º Regimento de Rifles Montados, morreu na batalha;
- Batalha de Kock, de 17 a 20 de junho de 1831;
- Batalha de Kock em 12 de setembro de 1831, durante o Levante de Novembro;
- Batalha de Kock em 25 de dezembro de 1863, durante a Revolta de Janeiro;
- Batalha de Kock de 14 a 16 de agosto de 1920, durante a Guerra polaco-bolchevique de 1919−1920 como parte da Batalha de Varsóvia;
- Batalha de Kock ocorreu de 2 a 6 de outubro de 1939, durante a Campanha de Setembro.

Após a Primeira Guerra Mundial, a cidade não se desenvolveu muito intensamente. Em 1927, um grande incêndio eclodiu na cidade, resultando na destruição da parte leste da cidade. Grande parte da população da cidade era judia.
Na Campanha de Setembro, o Grupo Operacional Independente “Polesie” operou perto de Kock sob o comando do general Franciszek Kleeberg, e a última batalha desta campanha foi travada perto da cidade. O confronto do SGO “Polesie” com as 13.ª e 29.ª Divisão de Infantaria (motorizada) ocorreu de 2 a 6 de outubro de 1939. A ocupação trouxe uma deportação em massa de habitantes judeus para campos de extermínio (principalmente para Treblinka).
Houve um movimento de resistência em Kock e nas imediações. Soldados do Exército da Pátria realizaram muitas ações de desvio e sabotagem durante a ocupação alemã. A cidade foi liberta em 22 de julho de 1944, quando um batalhão da 27.ª Divisão do Exército da Pátria “Volhyniana” sob o comando do tenente K. Filipowicz entrou na cidade.
Em 29 de janeiro de 1945, o 12.º Hospital Cirúrgico Móvel de Campo começou a se reagrupar de Kąkolewnica a Kock, onde passou por um batismo de fogo durante o desenvolvimento da unidade. O hospital ficou estacionado em Kock até 2 de fevereiro de 1945. A tarefa do hospital era fornecer apoio médico à marcha da 9.ª Divisão de Infantaria, então 7.ª Divisão de Infantaria do 2.º Exército Polonês.
Diante das inúmeras tentativas de sovietizar Kock, em 1 de maio de 1945, uma unidade de Marian Bernaciak “Orlik” ocupou a cidade e levou à liquidação de alguns membros do Partido dos Trabalhadores poloneses.
Em 1 de janeiro de 1958, a cidade foi excluída do condado de Łuków e incorporada ao condado de Radzyń, na voivodia de Lublin.

### Dias de hoje
Atualmente, Kock é um pequeno centro de serviços e educação, trabalhando em prol da área agrícola. A cidade abriga pequenas carpintarias, metalúrgicas e fábricas agrícolas e de processamento de alimentos. Existem lagoas de reprodução na área.
Em 2007 foi inaugurado o centro comercial Galeria Kocka.

### A presença judia

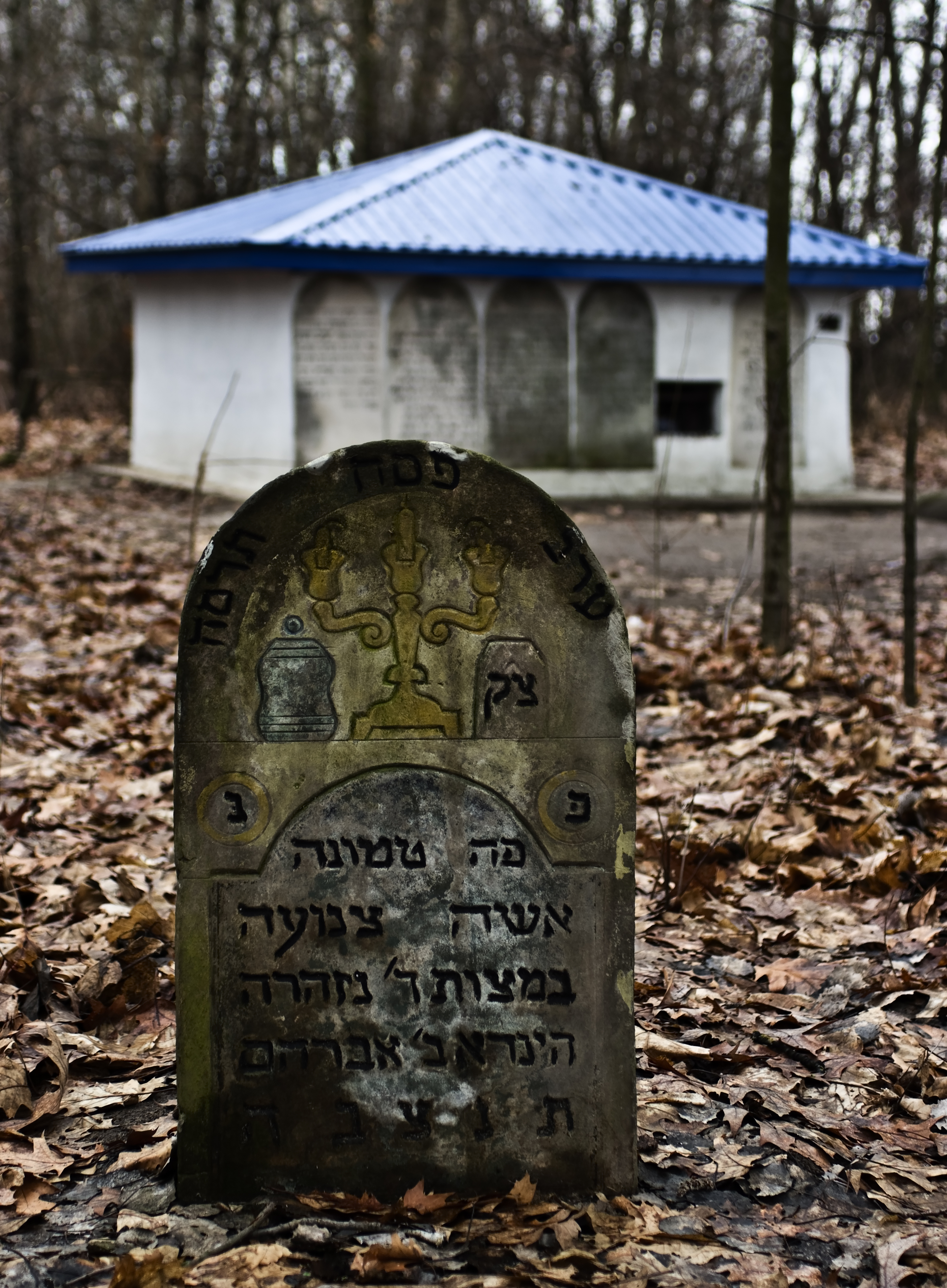
Cemitério judaico − matzeva e ao fundo, túmulo de madeira da família do tsadic Morgenstern

Os judeus em Kock antes da Segunda Guerra Mundial eram uma importante comunidade, embora vivessem na cidade apenas a partir do século XVII. Eles criaram uma forte comunidade e um importante centro do chassidismo polonês. Entre outros, o tsadic Menachem Mendel Morgenstern (1787−1859) − o fundador da dinastia chassídica de Kok − atuou aqui. Ele passou a maioria de sua vida em uma pequena sala ao lado de sua casa de oração. A comida era fornecida a ele por uma janela especial. Ele ouvia orações através dela. Até hoje existe uma casa chamada “Rabinówka”, outrora pertencente ao bisneto do grande rabino de Kock. Antes da guerra, havia também uma yeshivá fundada em 1913. Em 1927, 2 529 judeus viviam em Kock (68% da população da cidade). As organizações sociais judaicas eram ativas e o partido Bund tinha forte influência. O último rabino antes da guerra foi Józef Morgenstern (desde 1924, também um tsadic desde 1929).
A comunidade judaica de Kock foi destruída durante a ocupação alemã e o Holocausto. Em 9 de setembro de 1939, durante um ataque aéreo à cidade, o tsadic Józef Morgenstern foi morto. Em 1941, um gueto fechado foi criado em Kock, para o qual foram deportados judeus de Lubartów, Suwałki, Serock, Nowy Dwór e Radzyń Podlaski. Em outubro de 1942, os habitantes do gueto foram deportados para Treblinka (cerca de 3 000) e os demais foram transferidos para o gueto de Parczew. Até hoje, além da casa do rabino, o cemitério judeu, localizado fora da cidade, foi preservado, e nele − no local do mausoléu de madeira do tsadic destruído pelos alemães − existe uma tumba de concreto com os restos mortais do mais proeminente tsadic de Kock. Pode-se ver também várias matzevas características feitas de blocos erráticos.

## Monumentos históricos
- Igreja paroquial da Assunção da Bem-Aventurada Virgem Maria de 1779 a 1782, classicista, projetada por Szymon Bogumił Zug[13]
- Capela do cemitério do Arcanjo Miguel
- Casa do tsadic, também conhecida como “Rabówówka”; Józef Morgensztern, bisneto do conhecido tsadic judeu, Mendel Morgenstern, morou lá. Atualmente, o local é visitado por turistas do mundo todo.[14]
- Cemitério judeu do século XVIII[15]
- Cemitério militar com o túmulo do general Franciszek Kleeberg (falecido em 1941 no cativeiro alemão), cujas cinzas foram trazidas em 1969.[16]
- Palácio classicista da duquesa Anna Jabłonowska, nascida Sapieha − construído com base no antigo palácio Firlej. A reconstrução foi realizada por Szymon Bogumił Zug em 1770, cercada por um parque geométrico e paisagístico. Atualmente, o palácio é a sede do Lar de Idosos.[17]

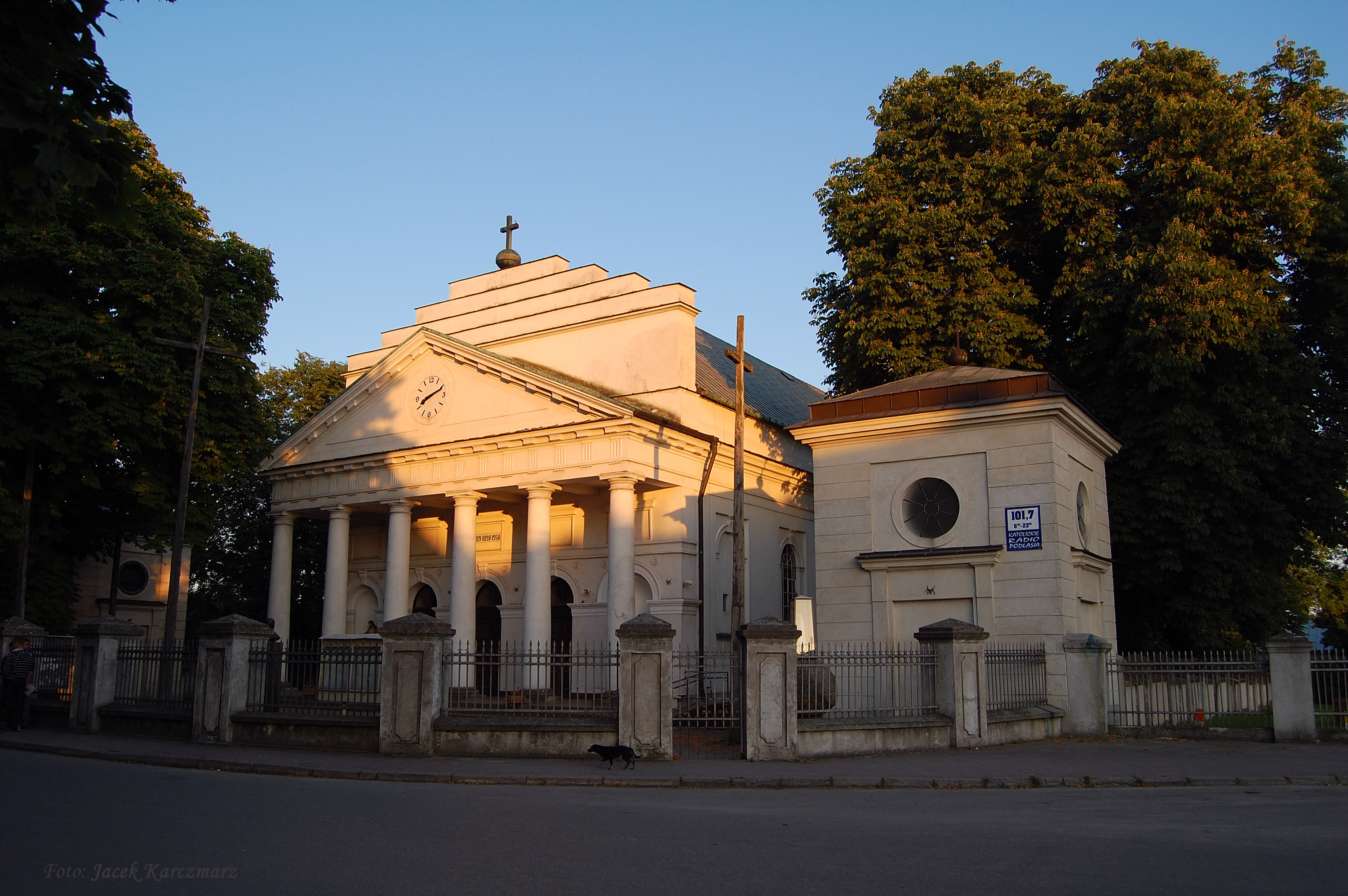
Igreja paroquial da Assunção da Bem-Aventurada Virgem Maria
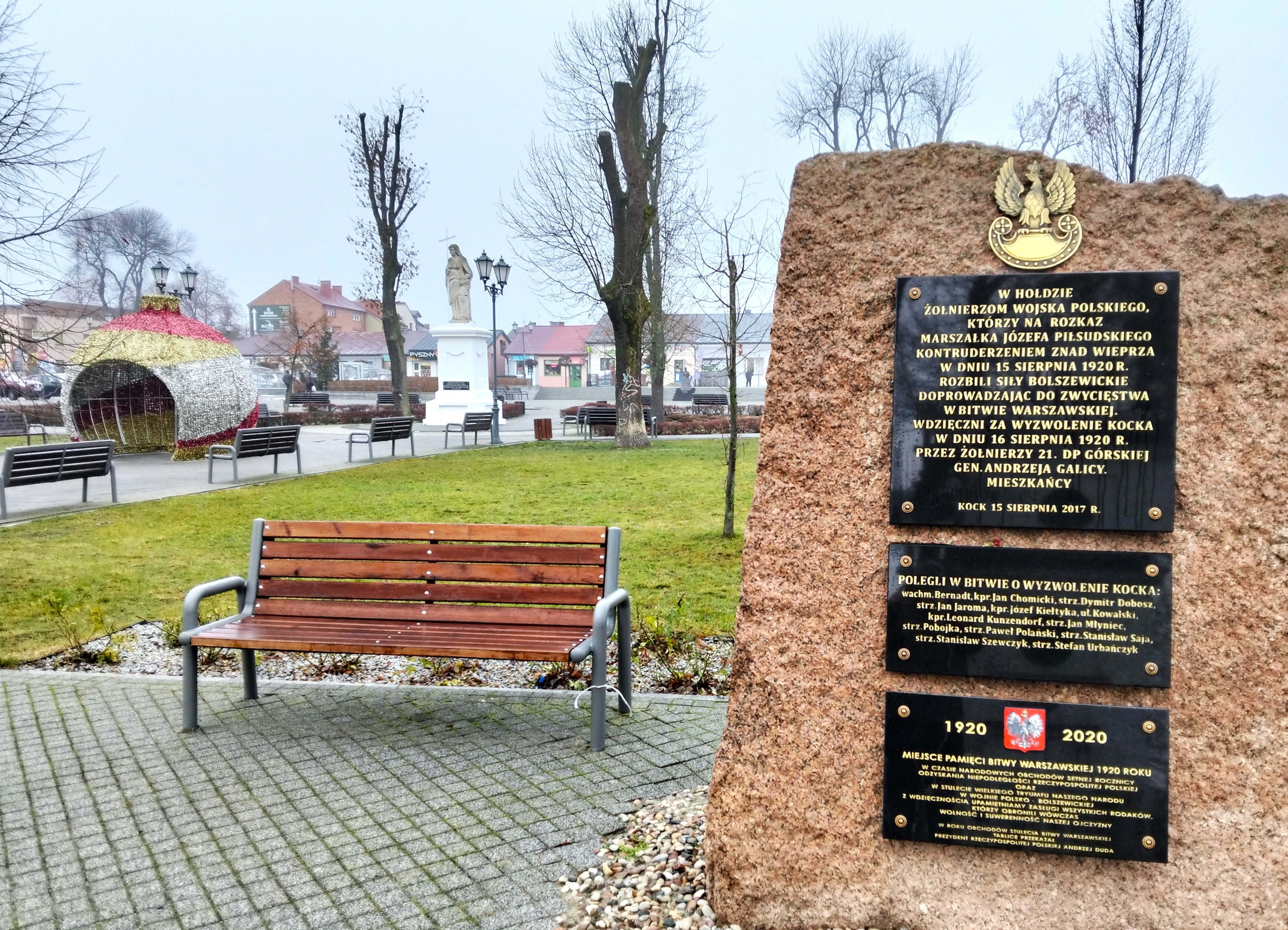
Kock — centro da cidade
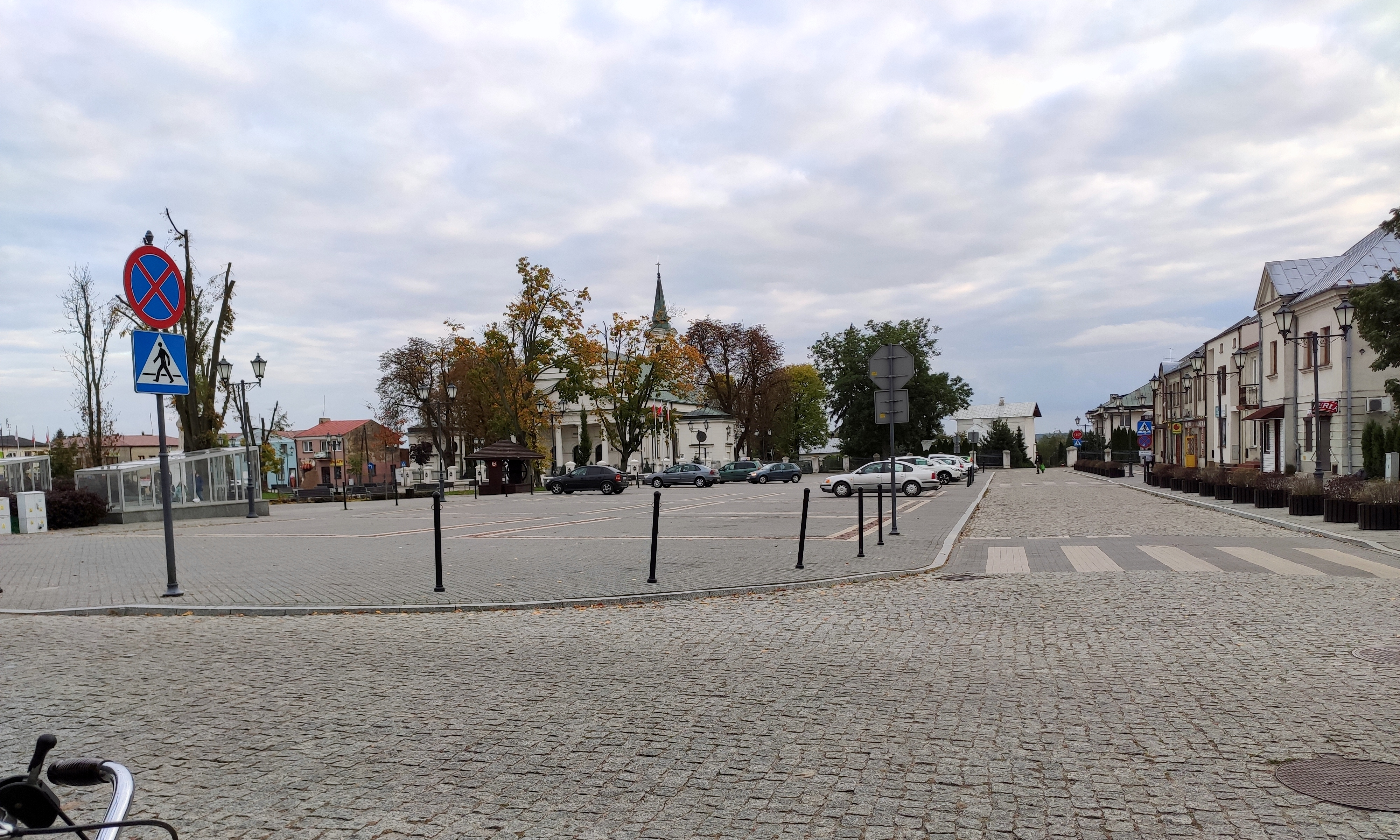
Kock — centro da cidade
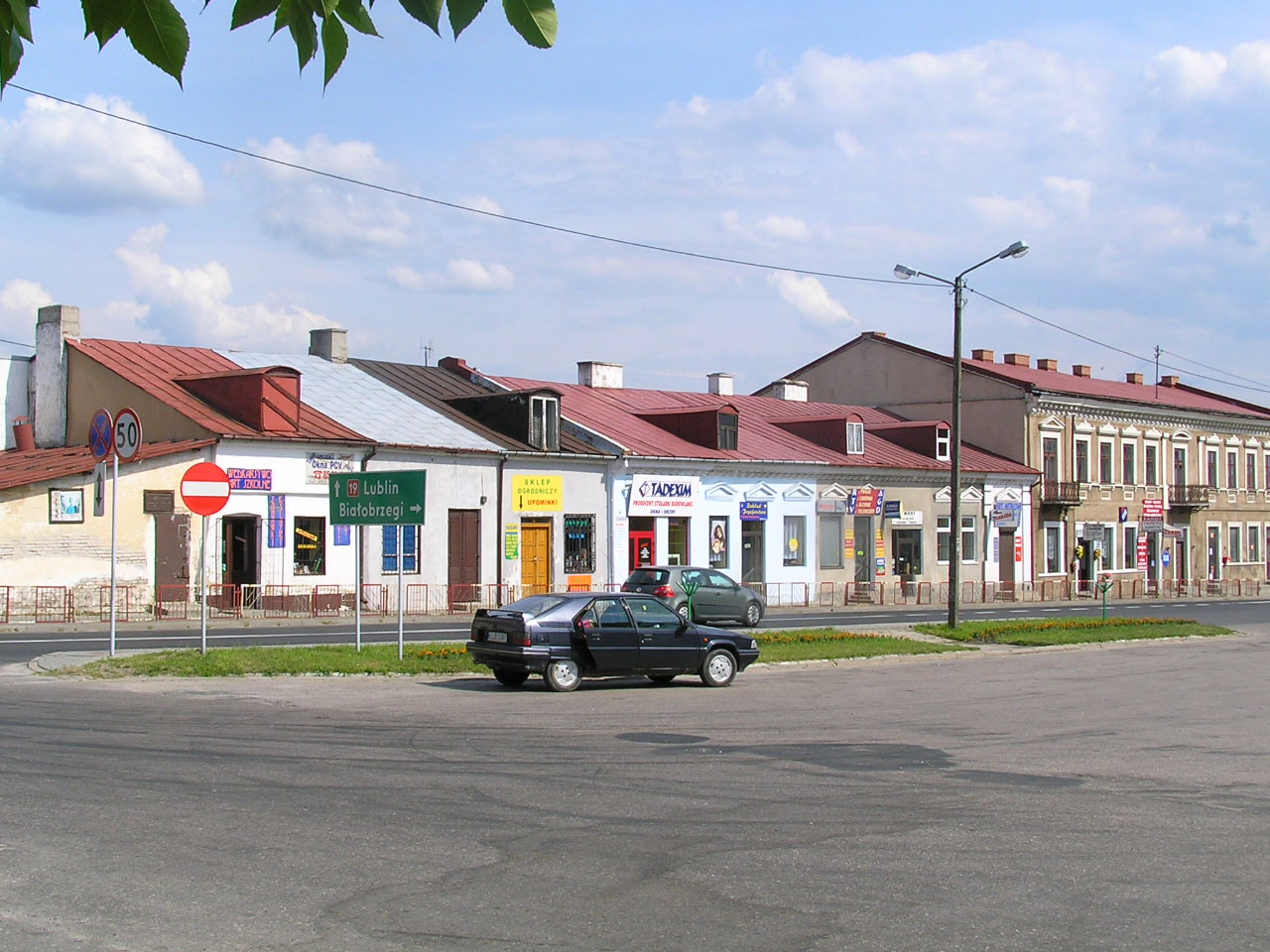
Praça principal antes da revitalização
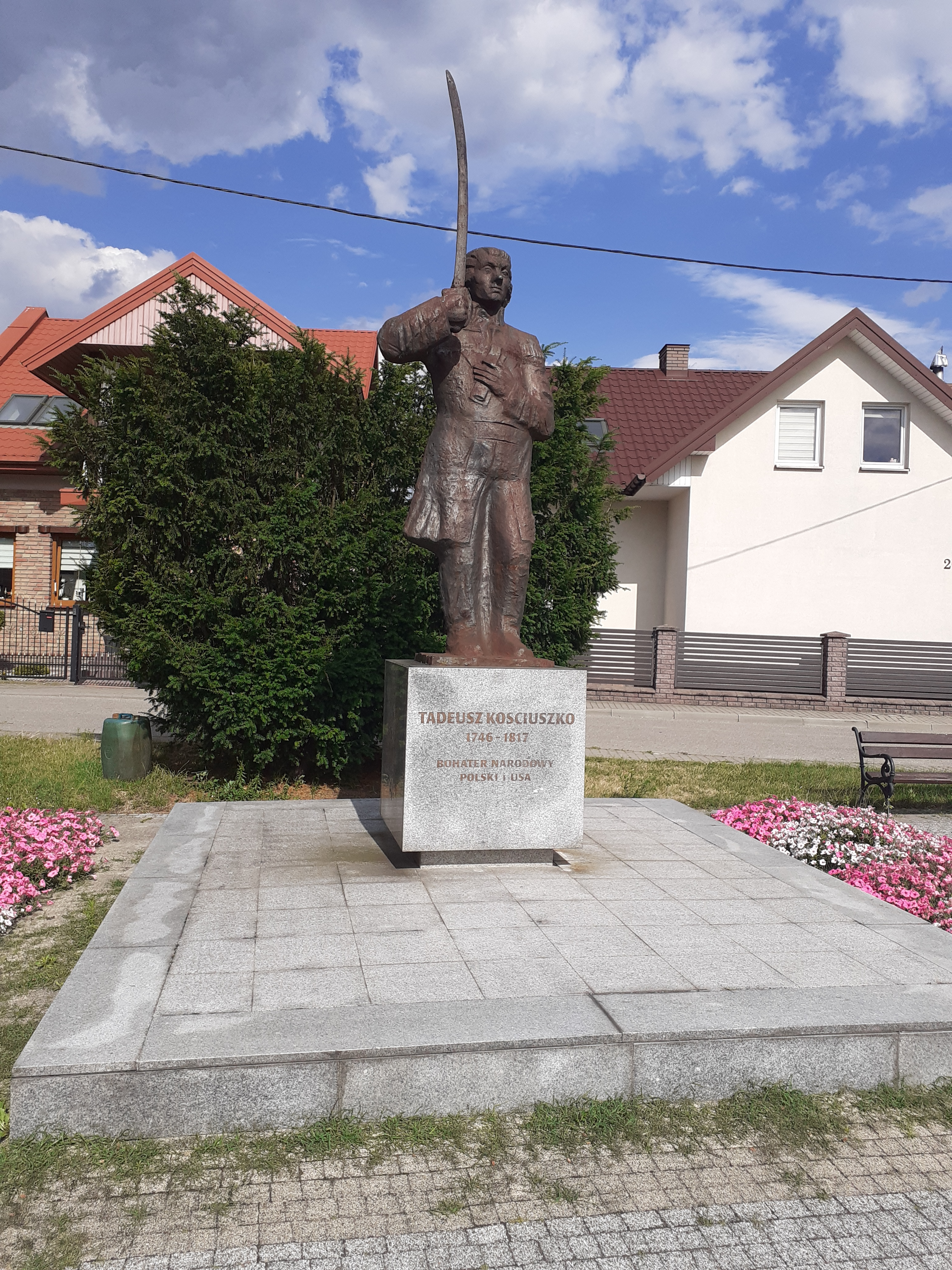
Monumento a Tadeusz Kościuszko
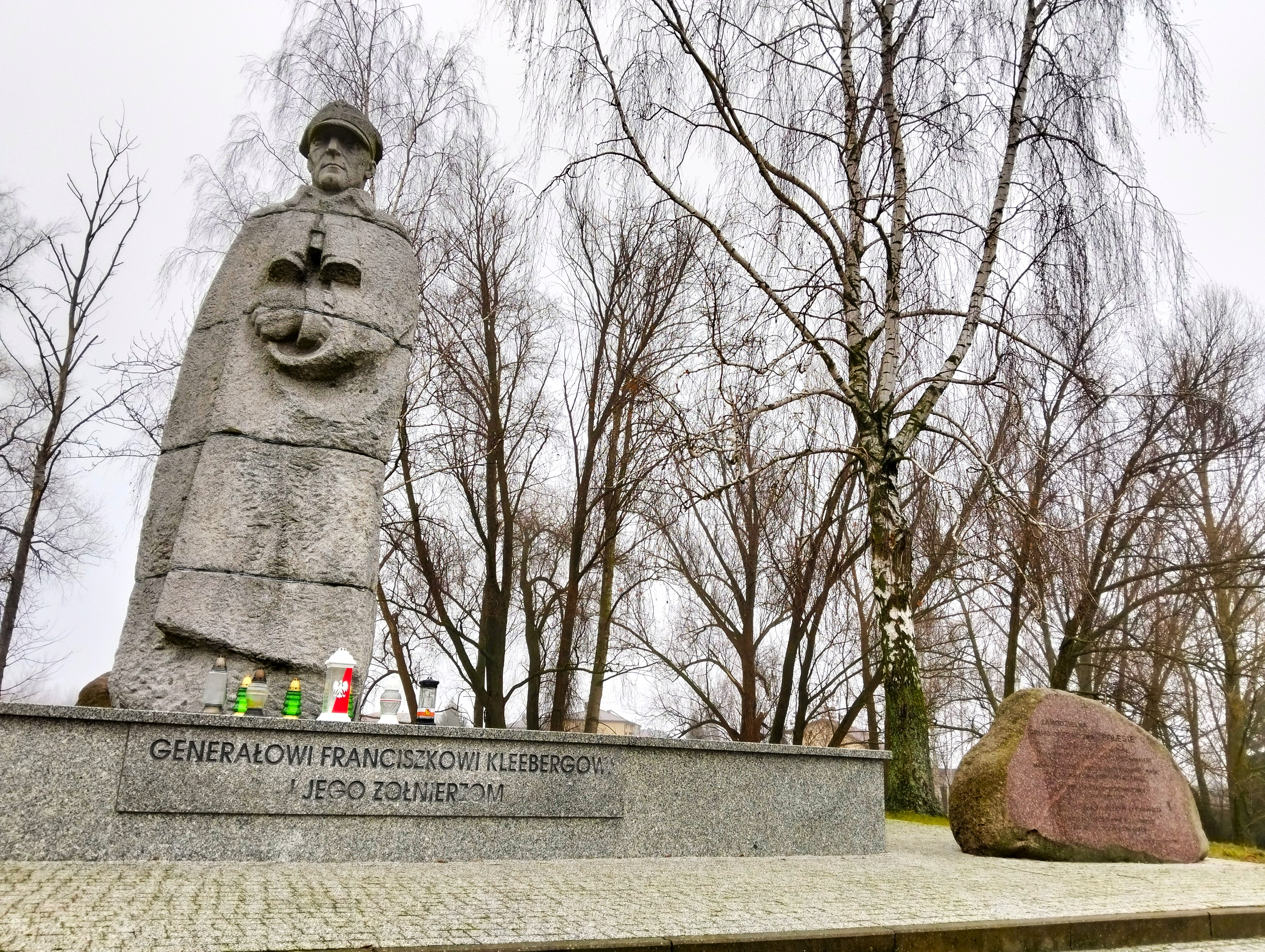
Monumento ao general Franciszek Kleeberg
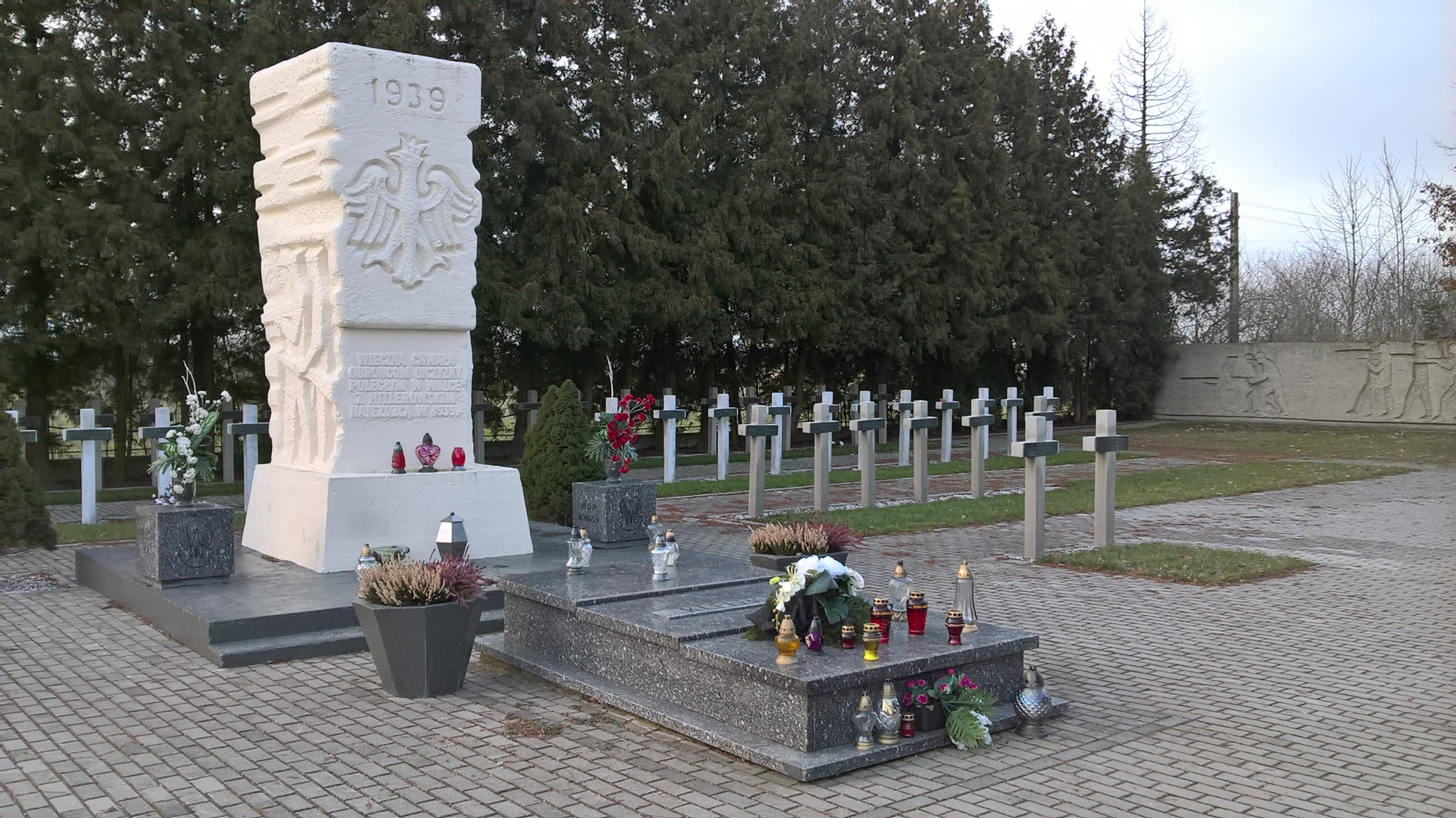
Cemitério de guerra em Kock com os túmulos do general Franciszek Kleeberg e participantes da Batalha de Kock (1939)
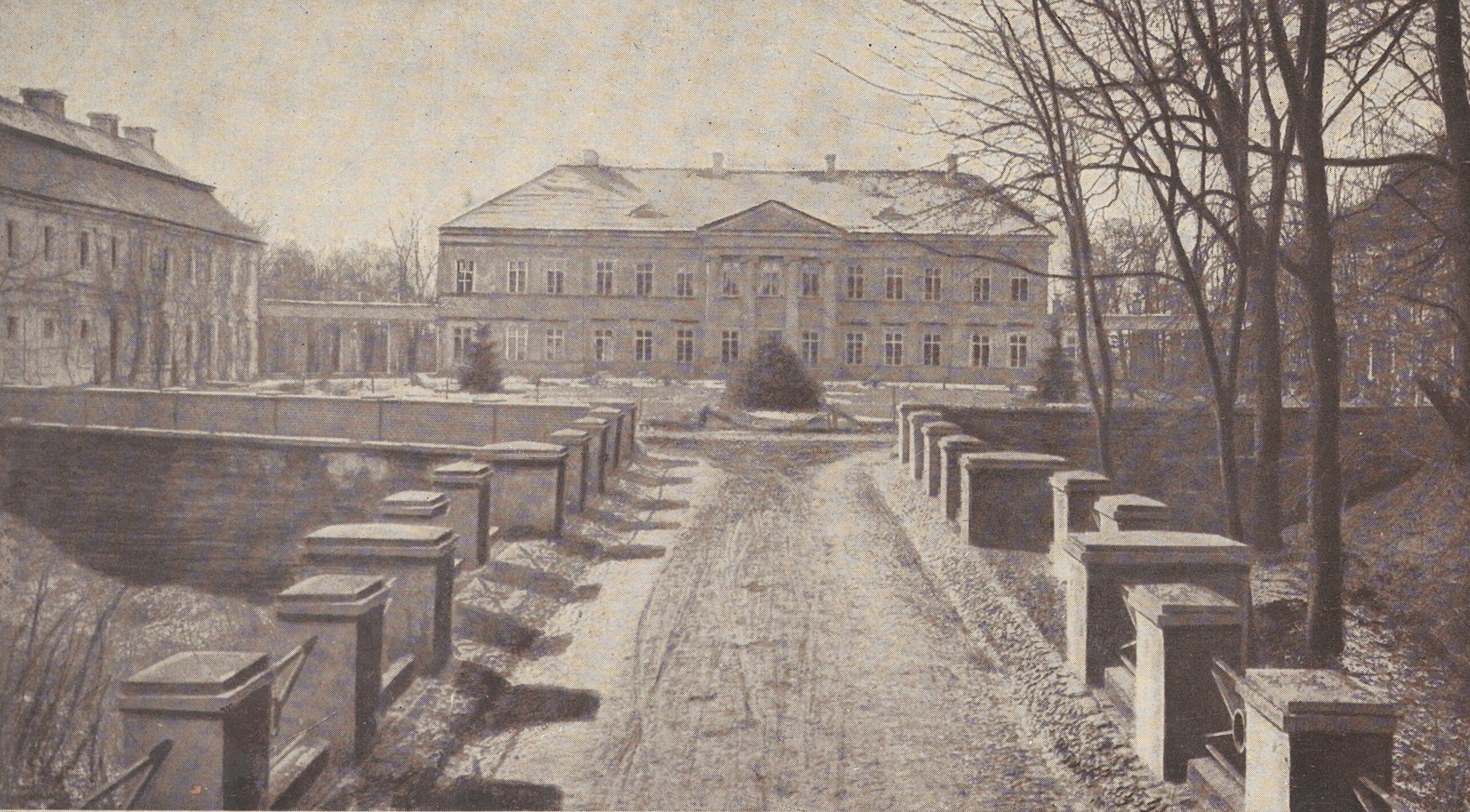
Palácio antes de 1911
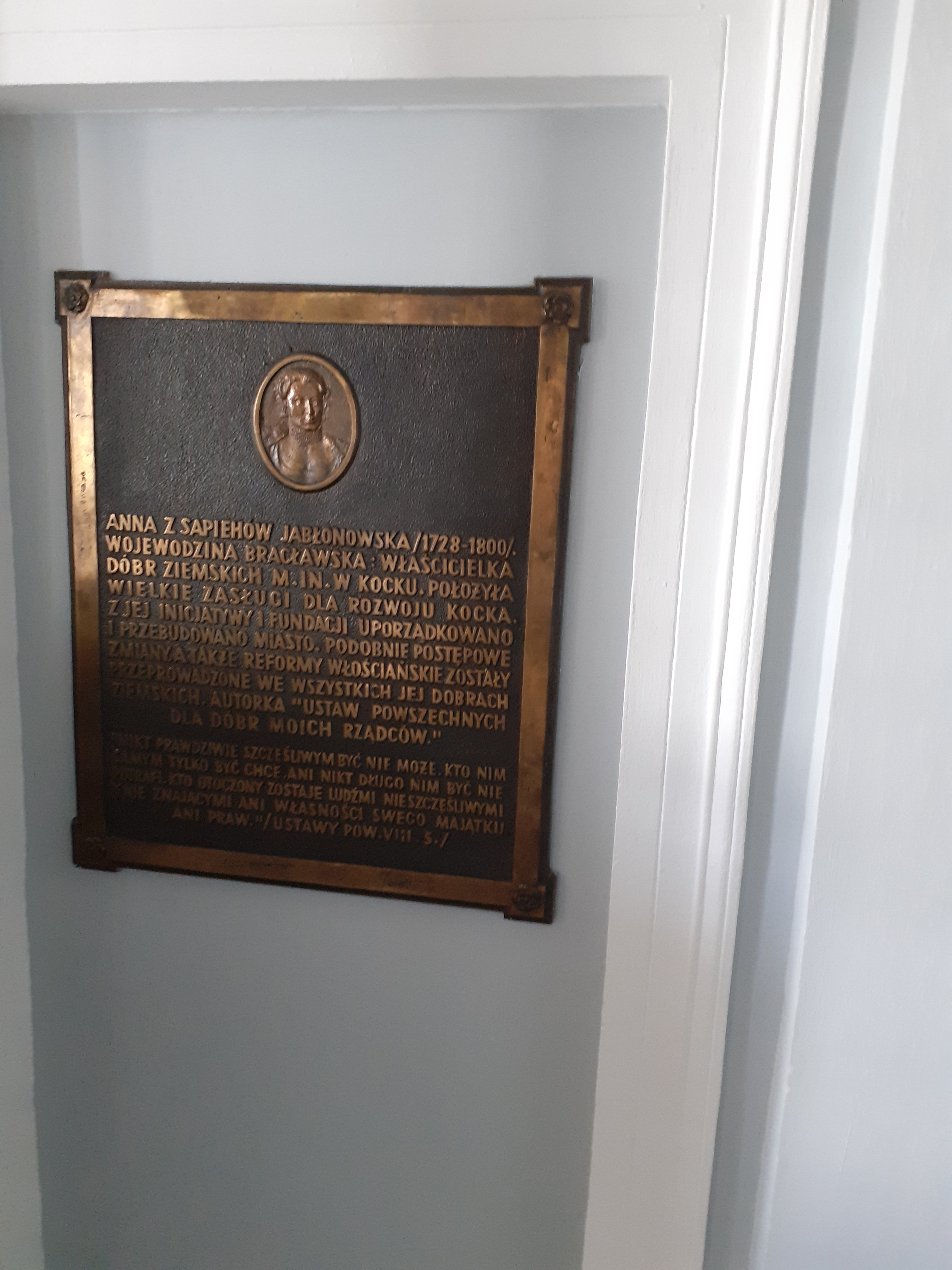
Placa comemorativa de Anne Jabłonowska no Palácio
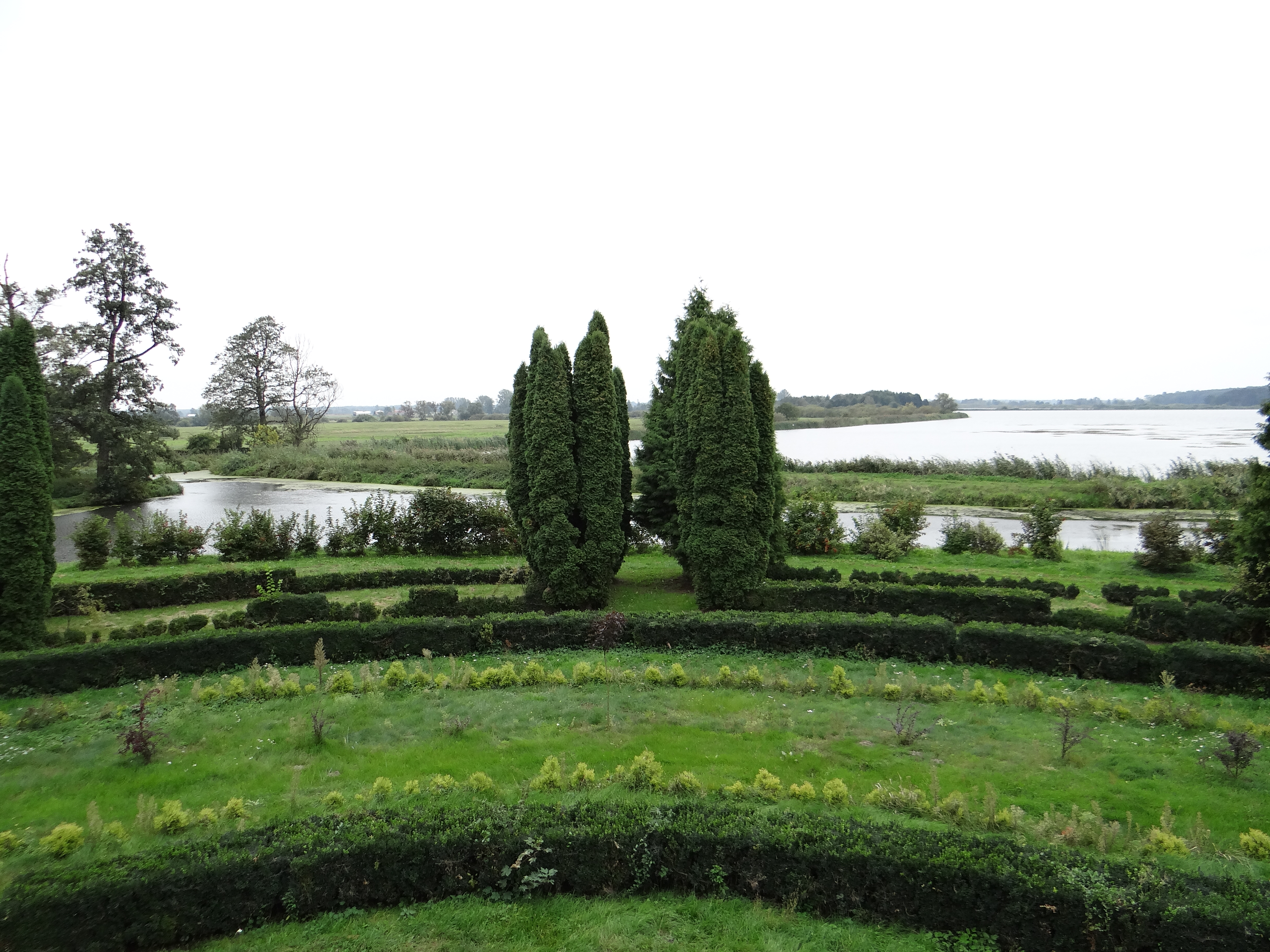
Parque visto do terraço do Palácio Anna Jabłonowska

## Turismo

### Trilhas turísticas
- Trilha Renascentista de Lublin[18]

## Transportes
As estradas nacionais n.º 19 (Rzeszów — Lublin — Białystok — Kuźnica) e n.º 48 (Kock — Dęblin — Białobrzegi — Tomaszów Mazowiecki) se cruzam na cidade. Kock tem conexões de ônibus com Lublin, Lubartów, Radzyń Podlaski, Biała Podlaska e Łuków, e conexões menos frequentes com Varsóvia, Białystok, Rzeszów, Ryki e outras cidades. O transporte coletivo é fornecida pela empresa PKS e operadoras privadas.
A estação ferroviária mais próxima fica em Lubartów (linha ferroviária n.º 30 de Łuków a Lublin Północny).

## Demografia
Conforme os dados do Escritório Central de Estatística da Polônia (GUS) de 31 de dezembro de 2022, Kock é uma cidade muito pequena com uma população de 2 888 habitantes (33.º lugar na voivodia de Lublin e 744.º na Polônia), tem uma área de 16,8 km² (23.º lugar na voivodia de Lublin e 372.º lugar na Polônia) e uma densidade populacional de 172 hab./km² (44.º lugar na voivodia de Lublin e 860.º lugar na Polônia). Nos anos 2002–2021, o número de habitantes diminuiu 10,3%.
Os habitantes de Kock constituem cerca de 3,32% da população do condado de Lubartów, constituindo 0,14% da população da voivodia de Lublin.
| Descrição                         | Total      | Total    | Mulheres   | Mulheres | Homens     | Homens   |
| --------------------------------- | ---------- | -------- | ---------- | -------- | ---------- | -------- |
| unidade                           | habitantes | %        | habitantes | %        | habitantes | %        |
| população                         | 2 888      | 100      | 1 491      | 51,6     | 1 397      | 48,4     |
| superfície                        | 16,8 km²   | 16,8 km² | 16,8 km²   | 16,8 km² | 16,8 km²   | 16,8 km² |
| densidade populacional (hab./km²) | 172        | 172      | 88,8       | 88,8     | 83,2       | 83,2     |

## Esportes
Kock é a sede do Klub Sportowy Polesie Kock, um clube de futebol amador fundado em 1985. A equipe sênior joga atualmente (temporada 2023/2024) na classe distrital, grupo de Lublin. O Polesie disputa os seus jogos no estádio municipal, com capacidade para 500 espectadores.